# ルイーズ＝マリー・ドルレアン
ルイーズ＝マリー・ドルレアン（フランス語: Louise-Marie d'Orléans, 1812年4月3日 - 1850年10月11日）は、フランス王ルイ・フィリップの娘で、ベルギー王レオポルド1世の妃。

## 生涯
オルレアン公ルイ・フィリップ3世（後のフランス国王ルイ・フィリップ）とその妃であるマリー・アメリー（両シチリア王女）の長女として、パレルモで生まれた。父ルイ・フィリップの国王即位（1830年）とレオポルドの初代ベルギー国王即位（1831年）の後の1832年に、コンピエーニュでレオポルドと結婚し、ベルギー王妃となる。
ベルギー王家であるザクセン＝コーブルク＝ゴータ家はエルネスティン家の分枝の一つで元来はザクセン系小領邦の君主の家柄であったが、この婚姻によりブルボン家やハプスブルク家との縁が深まり、有力な家柄の一つとなった。
1848年に父の王朝が倒れた二年後、ルイーズ＝マリーは結核によりレオポルドに先立ってオーステンデで死去し、ラーケンのノートルダム教会に葬られた。

## 子女
- ルイ・フィリップ（1833年 - 1834年）
- レオポルド2世（1835年 - 1909年）
- フィリップ・ウジェーヌ（1837年 - 1905年） - フランドル伯
- マリー＝シャルロット（1840年 - 1927年） - メキシコ皇帝マクシミリアン后

## 系譜
| ルイーズ＝マリー | 父: ルイ・フィリップ (フランス王) | 祖父: ルイ・フィリップ2世 (オルレアン公) | 曽祖父: ルイ・フィリップ1世 (オルレアン公)      |
| ルイーズ＝マリー | 父: ルイ・フィリップ (フランス王) | 祖父: ルイ・フィリップ2世 (オルレアン公) | 曽祖母: ルイーズ・アンリエット （コンティ公女） |
| ルイーズ＝マリー | 父: ルイ・フィリップ (フランス王) | 祖母: ルイーズ・マリー                   | 曽祖父: パンティエーヴル公ルイ・ジャン          |
| ルイーズ＝マリー | 父: ルイ・フィリップ (フランス王) | 祖母: ルイーズ・マリー                   | 曽祖母: マリー・テレーズ （モデナ公女）         |
| ルイーズ＝マリー | 母: マリー・アメリー              | 祖父: フェルディナンド1世 (両シチリア王) | 曽祖父: カルロス3世 (スペイン王)                |
| ルイーズ＝マリー | 母: マリー・アメリー              | 祖父: フェルディナンド1世 (両シチリア王) | 曽祖母: マリア・アマーリア （ザクセン選帝侯女） |
| ルイーズ＝マリー | 母: マリー・アメリー              | 祖母: マリア・カロリーネ                 | 曽祖父: フランツ1世 (神聖ローマ皇帝)            |
| ルイーズ＝マリー | 母: マリー・アメリー              | 祖母: マリア・カロリーネ                 | 曽祖母: マリア・テレジア                        |